# Glenn Cowan
Pour les articles homonymes, voir Cowan.
Glenn Cowan, né le 25 août 1952 à New Rochelle dans l'état de  New York et mort le 6 avril 2004 à Los Angeles, est un pongiste américain qui a participé à ce qui a été appelé la diplomatie du ping-pong en améliorant les relations entre la Chine et les États-Unis dans les années 1970.

## Biographie
Glenn Cowan est né dans une famille juive à New Rochelle (New York). La famille déménage à Bel Air en Californie où il fait ses études. En 1964 à l'âge de 12 ans Glenn remporte le tournoi des moins de 13 ans dans le championnat régional, et remporte en 1967 le tournoi des moins de 17 ans. Pendant les 31e championnats du monde à Nagoya au Japon en 1971, Cowan rate le bus de son équipe et, dans sa hâte, monte dans le bus de l'équipe chinoise. Contrairement à ses coéquipiers qui ont ignoré Cowan, atypique avec ses cheveux longs et son chapeau de soleil informe, Zhuang Zedong le salue et lui offre un portrait sérigraphié des montagnes Huangshan, déclenchant ainsi ce qui sera appelé par la suite la diplomatie du ping-pong. Cowan a été incontestablement un des personnages clé avec le chinois Zhuang Zedong, dans le processus de rapprochement entre les deux pays en 1971, qui a permis au président Richard Nixon de se rendre en visite à Pékin en 1972. Il était le plus jeune joueur de l'équipe américaine à l'époque. Cowan a étudié à l'UCLA et au Santa Monica College (entre 1969 et 1972). Il est devenu professeur. Il a été diagnostiqué bipolaire et schizophrène,. Il a été marié pendant une courte période, et habitait à Culver City.
À la mort de Cowan en 2004, Zhuang Zedong téléphone depuis Pékin pour exprimer ses condoléances. Il se rend en 2007 aux États-Unis pour rencontrer la mère de Glenn. Il a déclaré ultérieurement qu'un de ses plus grands regrets et de ne pas avoir eu l'occasion de le revoir.

## Distinctions
Glenn Cowan a été inscrit dans le Southern California Jewish Sports Hall of Fame en 2008, et à titre posthume dans le California Table Tennis Hall of Fame en 2014.